# Taraxacum maculatum
Taraxacum maculatum — вид квіткових рослин з підродини цикорієвих (Cichorioideae).

## Поширення
Данія, Норвегія, Швеція, Фінляндія, Нідерланди, Німеччина (Баварія, Гессен, Саксонія), Польща, Чехія, Словаччина, Франція, Естонія, Латвія, Білорусь, Росія, Україна; інтродукований до Англії та Британської Колумбії.

## Біоморфологічна характеристика
Це багаторічна рослина. Належить до Taraxacum sect. Taraxacum.